# Dendrolamellaria mathewsi
Dendrolamellaria mathewsi är en snäckart som beskrevs av Preston 1913. Dendrolamellaria mathewsi ingår i släktet Dendrolamellaria och familjen Helicarionidae. Inga underarter finns listade i Catalogue of Life.